# Sofikón
Sofikón (Sofiko) är en ort i Grekland.   Den ligger i prefekturen Nomós Korinthías och regionen Peloponnesos, i den sydöstra delen av landet, 60 km väster om huvudstaden Aten. Sofikón ligger 380 meter över havet och antalet invånare är 1 679.
Terrängen runt Sofikón är kuperad.  Närmaste större samhälle är Korinth, 18,5 km nordväst om Sofikón. 